# Marastoni József
Marastoni József (Velence, 1834. április 1. – Bécs, 1895. december 10.) festő, litográfus.

## Életpályája
Apja, Marastoni Jakab, az 1830-as évek közepén Pestre költözött és 1846-ban festészeti magániskolát nyitott. József 1850-ig ebben az iskolában, majd három évig a velencei képzőművészeti akadémián tanult festeni. 1853-ban visszatért Pestre, majd apja halála (1860. július 11.) után Székesfehérváron dolgozott mint portréfestő és litográfus. 1868-ban Bécsbe költözött, és a jövedelmezőbb kőnyomatú arcképkészítésbe fogott. Haláláig Bécsben élt, de a magyar művészeti élettel nem szakította meg kapcsolatait.

## Művei

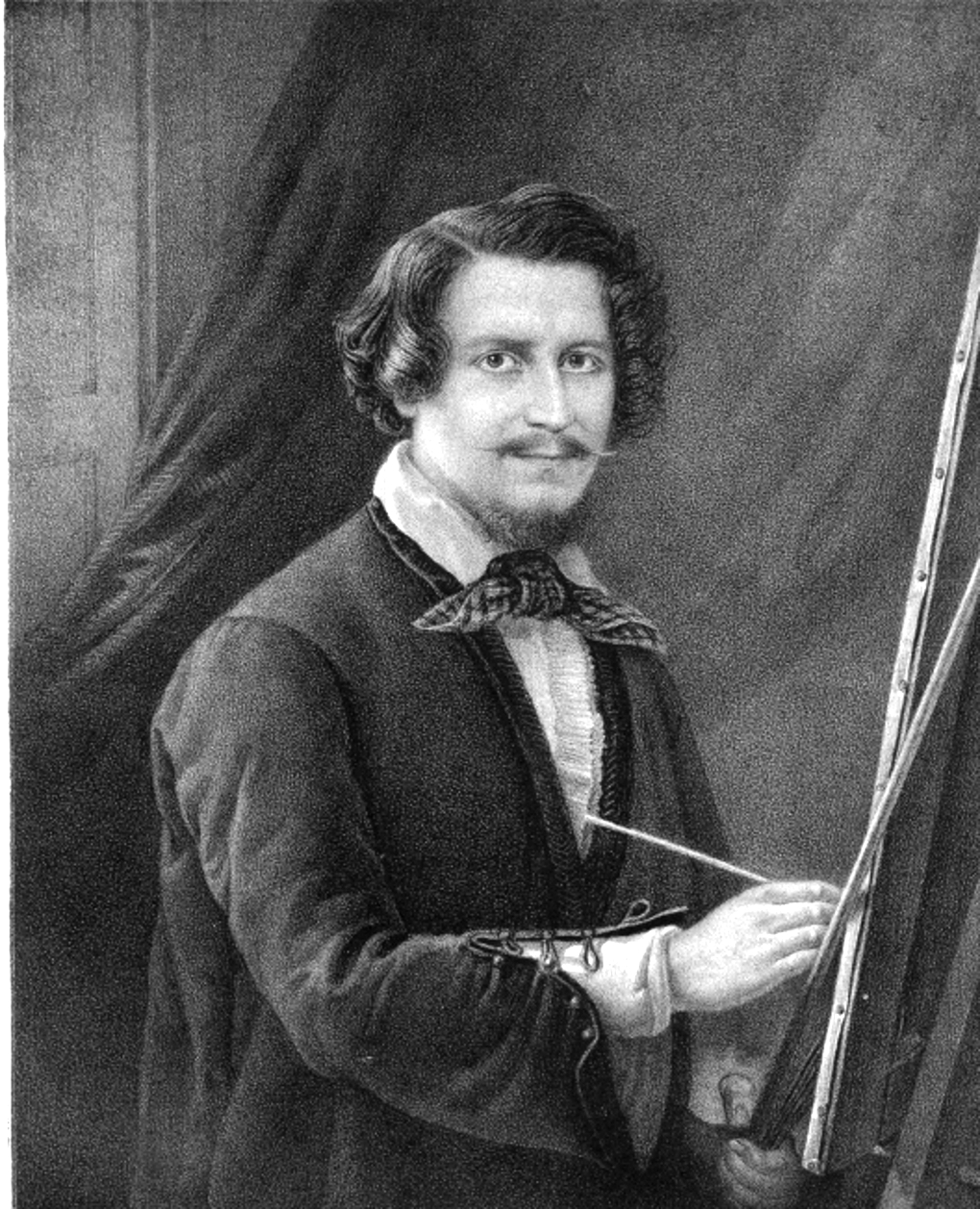
Marastoni Jakab (A litográfiát édesapja önarcképe után készítette Marastoni József)

A magyar fővárosban is gyakran bemutatta műveit. Számos ismert 19. századi magyar személyiség arcképét megörökítette. (például Orlai Petrich Soma, Than Mór, Zalka János.)

Hunyadi János a várnai csatában (Budapest, Piarista Múzeum)